# Альварес, Осваль
Андрес Осваль Альварес Саласал (исп. Andrés Oswal Álvarez Salazar; род. 11 июня 1995, Майкао, Колумбия) — колумбийский футболист, нападающий клуба «Патриотас».

## Клубная карьера
Альварес — воспитанник клуба «Академия». 17 июля 2011 года в матче против «Реал Сантандер» он дебютировал во втором дивизионе Колумбии. 17 сентября в поединке против «Боготы» Осваль сделал «дубль», забив свои первые голы за клуб.
В 2013 году Альварес перешёл в бельгийский «Андерлехте». 20 декабря 2014 года в матче против «Васланд-Беверен» он дебютировал в Жюпиле Лиге. 18 января 2015 года в поединке против «Льерса» он забил свой первый гол за клуб.

## Достижения
Командные
 «Андерлехт»
- Чемпионат Бельгии по футболу — 2016/2017